# آئگنا

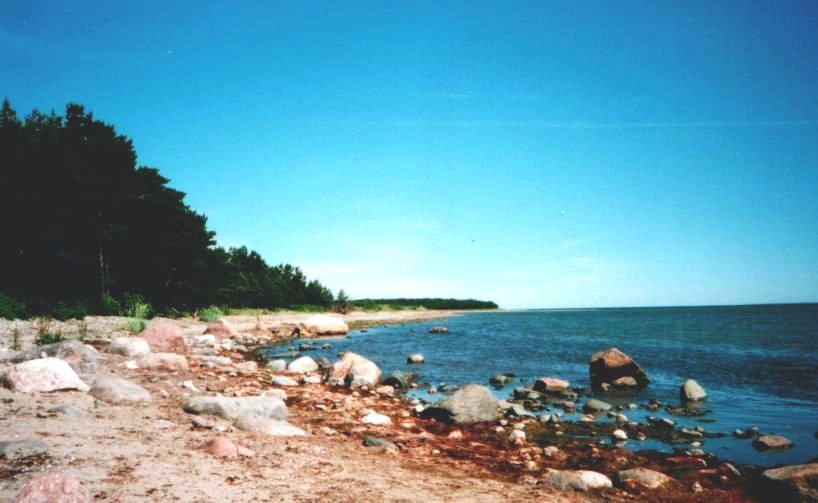
ساحل آئگنا

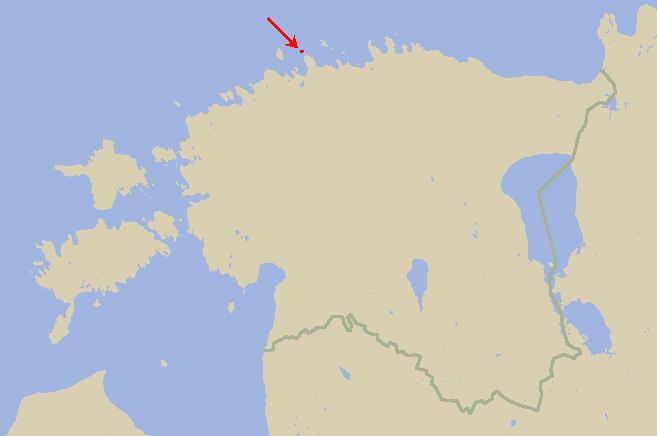
موقعیت آئگنا در شمال استونی

آئگنا (به استونیایی: Aegna) جزیره‌ای در خلیج تالین در دریای بالتیک است متعلق به کشور استونی و زیر مجموعه شهر تالین می‌باشد.
این جزیره ۳ کیلومتر مربع مساحت دارد و بلندترین نقطه آن ۱۳ متر از سطح دریا فاصله دارد، در ژوئن ۲۰۱۱ این جزیره ۸ نفر سکنه دائم داشته است.